# 蔦谷好位置
蔦谷 好位置（つたや こういち、1976年〈昭和51年〉5月19日 - ）は、日本の音楽プロデューサー、編曲家、作曲家、作詞家。北海道札幌市西区発寒出身。本名は蔦谷 恒一（読み同じ）。
愛称は、ナイスポジション。agehasprings所属。ナイポジ代表取締役。

## 人物
バンド・CANNABISの元キーボーディスト。バンド解散後は作詞・作曲家、音楽プロデューサーとして他の歌手へ楽曲提供やプロデュースを行う一方、ロックバンドNATSUMEN（2010年7月に脱退）、仲井戸麗市、中村達也、KenKenとのバンドthe day、中村達也らとともに結成したEOR（2007年 - ）などのキーボード奏者としても活動。キーボード以外に推定少女「振動」「channel」、peridots「9月のソーダ」ではギターも弾く。So' FlyのGIOGIO 13と共にプロデュースユニットDUMMEEZとしても活動。
弦や木管を使った色彩的なオーケストレーションと、ジャズ、ロック、ヒップホップ、ハウス他ダンス・ミュージックまで幅広くカバーするジャンルを超越したアレンジ能力と普遍的なメロディを生み出すソングライティング力を兼ね備えた音楽家。
YUKI、Superfly、ゆず、エレファントカシマシ、木村カエラ、CHARA、高橋瞳、伊藤由奈、KAT-TUN、関ジャニ∞、JUJU、絢香、Official髭男dism、米津玄師、miletなど、数多くの歌手へ楽曲提供・プロデュース、アレンジを行う。中でもソロ・デビュー後のYUKI「ハローグッバイ」から「ビスケット」までと、「メッセージ」を加えた計9曲のシングル曲を提供。Superflyは作曲・編曲で楽曲制作に深く関わり、ライブサポートも務める。ユニバーサルミュージック移籍後（2007年）のエレファントカシマシのプロデューサー・編曲家を務め、ライブサポートを含め積極的に参加。
これまで手がけてきた楽曲は300曲以上、総売上数は500万枚超（2012年6月現在）。2022年4月現在では700曲以上を手掛けている。

## 経歴
※オフィシャルサイトのプロフィール等を参照。
幼少期よりピアノを始め、小学校4年生からパソコンで打ち込みを始める。クラシック、ジャズ他様々な音楽を独学で学ぶ。札幌市立発寒小学校、北海道札幌西高等学校、北海学園大学経済学部卒業。大学在学中はジャズ研究会に所属。
2000年3月、バンド・CANNABISとしてワーナーミュージック・ジャパンからメジャー・デビュー。シングル3枚・アルバム2枚をリリースするものの2003年に解散した。
2004年よりクリエイター集団・agehaspringsに加入、音楽プロデューサーとして活動を始める。

## 受賞歴
2009年度の第51回日本レコード大賞にてプロデュース作品であるSuperflyの「Box Emotions」が優秀アルバム賞を受賞する。
2012年度の第54回日本レコード大賞にてプロデュース作品であるJUJUの「ありがとう」が優秀作品賞を受賞する。
2013年度の第55回日本レコード大賞にてプロデュース作品であるゆずの『LAND』が最優秀アルバム賞を受賞する。

## エピソード
亀田誠治は、バンド・CANNABIS時代のプロデューサーだったが亀田の作ってくれたアレンジに対しダメ出しをしたり、亀田との制作作業終了後に勝手に録り直した。その後、蔦谷は同じ音楽プロデューサーという立場になって再会した時にその当時のことを謝罪している。
YUKIは、蔦谷にとって転機となった歌手の一人。シングル曲を決めるコンペでの「JOY」のデモ音源に対しYUKIから「私はこの曲を10年待ってた」と言ってもらえたことでバンド解散後に困窮していた蔦谷の生活が一変。YUKIもこの曲がきっかけでメディア露出が増え、蔦谷の音楽性を「ビートルズっぽい」と表現して「彼と出会ってたくさんの名曲が生まれた」というほど信頼。ベスト・アルバム「five-star」のYUKIによるセルフライナーノーツに「歌が凄くうまい」「グルメ」と書かれている。後に千秋庵『山親爺』のCMリメイクの案件がYUKIから持ち込まれた際にも「道民だったら諸手を上げて絶対やりますよ」「事務所に確認もせず"やります!"と返事をした」と語っている。
ユーモアのある人柄らしく、Superflyの越智志帆は蔦谷のことを「芸人みたい」と称している。越智はインタビューにおいて「蔦谷さんにエレカシの宮本さんの歌こそが本物の歌だと言われ、それ以降気持ちを大事に歌うようになった」と語っている。2009年9月3日2ndアルバム「Box Emotions」の発売記念ライブに蔦谷がスペシャルゲストとして出演した際、越智は「多保君が作曲のために脱退し、私が一人になったときに蔦谷さんは音楽的にも精神的にも支えになってくれた」と語っている。
エレファントカシマシの宮本浩次にはかなり気に入られていて、2008年1月のライブでは「僕より10歳も若いのに、音楽の才能は87倍」と称され、2008年5月の渋谷CCレモンホールのライブ中MCで「大好き」と告白される場面もあった。インタビューやライブにて「好青年」「僕らの音楽を理解し、素晴らしいアレンジをしてくれる」「僕の心情的には新しいメンバーと思っている」などと発言している。
ゆずと蔦谷は鳥山明の漫画『ドラゴンボール』の話で意気投合、北川悠仁はラジオインタビューで「基本的に蔦谷さん、どうかしていますよ」と発言。「逢いたい」の制作時にはホテルニューオータニに早朝から北川を呼び出し、蔦谷も腹を割って話すことで北川の創作意欲に火をつけた。岩沢厚治とは、ゲーム『ドラゴンクエストIX 星空の守り人』を通信でプレイする仲。
CHARAはアルバム『honey』収録「そして、僕が届かない」の解説において、「彼のうたっているデモが良くて……間違ってスキになっちゃいそうでした」と発言。同曲で蔦谷はバッキングボーカルを半分ほど担当。またインタビューでは蔦谷を「天才」と称し「楽器に選ばれた人（蔦谷の場合鍵盤楽器）」、「若手ではナンバーワン」と絶賛。「前から友達で一緒にやりたかったけどいつのまにか売れっ子になっちゃった」とも発言。
NATSUMENやEntity of Rudeのライブにおいては首を振り回し全身を使った演奏を行い、キーボードを担いで弾いたりステージに叩きつけることも。
趣味の変遷がかなり多く、ブログにおいても筋力トレーニング、ファッション、レストラン巡り、家具、ドラゴンクエスト、シングルモルト、カメラ、野鳥観察、ダーツ、オーディオマニア、クラシック音楽研究など、常に興味の対象が変わっている。
母親は発寒中央駅近くで蕎麦屋を営んでいる「蕎麦アラカルトつたや」。現在は蔦谷の会社「株式会社ナイポジ」が運営している。
水曜日のダウンタウンの『史上最も売れなかった芸人のCDハリセンボンの「ともだちのうた」説』の作曲者

## プロデュースした主なミュージシャン
- 赤い公園
- 絢香
- 綾瀬はるか
- 新垣結衣
- [Alexandros]
- 稲葉浩志
- 植村花菜
- HY
- エレファントカシマシ
- 岡野宏典
- 尾崎裕哉
- Official髭男dism
- CDJ ALL STARS
- Charisma.com
- 関ジャニ∞
- 木村カエラ
- クリープハイプ
- Cocco
- さかいゆう
- SARINA
- シシド・カフカ
- JASMINE
- JUJU
- Superfly
  - Superflyとトータス松本
- SKY-HI
- sumika
- So'Fly
- チームしゃちほこ
- CHARA
- 手嶌葵
- でんぱ組.inc
- 東京カランコロン
- AAA
- back number
- 平井堅
- FLOW
- PERIDOTS
- MANNISH BOYS
- Mrs. GREEN APPLE
- 三森すずこ
- milet
- moumoon
- Go Morita
- 森山直太朗
- YUKI
- ゆず
- 横山だいすけ
- 米津玄師

## 主な作品
| アーティスト             | 楽曲                                                            | 担当                     | 備考      |
| ------------------------ | --------------------------------------------------------------- | ------------------------ | --------- |
| 青山テルマ               | Happiness                                                       | 作曲                     |           |
| 赤い公園                 | NOW ON AIR                                                      | 編曲                     |           |
| 赤い公園                 | 108                                                             | 編曲                     |           |
| 赤い公園                 | ドライフラワー                                                  | 編曲                     |           |
| 赤い公園                 | KOIKI                                                           | 編曲                     |           |
| 絢香                     | 夢を味方に                                                      | 作曲                     | [ 注 1 ]  |
| 綾瀬はるか               | 飛行機雲                                                        | 作曲・編曲               |           |
| 新垣結衣                 | hug                                                             | 作曲・編曲               |           |
| [Alexandros]             | Pray                                                            | 編曲                     |           |
| [Alexandros]             | 月色ホライズン (chill out ver.)                                 | 編曲                     |           |
| 伊藤由奈                 | WORKAHOLIC                                                      | 作曲・編曲               |           |
| 伊藤由奈                 | Fragile                                                         | 作曲                     |           |
| 伊藤由奈                 | Reason Why                                                      | 作曲                     |           |
| 植村花菜                 | 春にして君を想う                                                | 作曲・編曲               |           |
| ウカスカジー             | 春の歌                                                          | 編曲                     |           |
| Aimer                    | カタオモイ - From THE FIRST TAKE                                | 編曲                     |           |
| エレファントカシマシ     | 幸せよ、この指にとまれ                                          | 作曲・編曲               | [ 注 2 ]  |
| エレファントカシマシ     | 桜の花、舞い上がる道を                                          | 作曲                     | [ 注 2 ]  |
| エレファントカシマシ     | 笑顔の未来へ                                                    | 編曲                     |           |
| エレファントカシマシ     | さよならパーティー                                              | 編曲                     |           |
| エレファントカシマシ     | 風に吹かれて New Recording Version                              | 編曲                     |           |
| エレファントカシマシ     | 今はここが真ん中さ!                                             | 編曲                     |           |
| エレファントカシマシ     | こうして部屋で寝転んでるとまるで死ぬのを待ってるみたい          | 編曲                     |           |
| エレファントカシマシ     | リッスントゥザミュージック                                      | 編曲                     |           |
| エレファントカシマシ     | 翳りゆく部屋                                                    | 編曲                     |           |
| 大塚愛                   | 『FREEKY』                                                      | 作曲・共編曲             | [ 注 3 ]  |
| 尾崎裕哉                 | 『LET FREEDOM RING』                                            | 作曲・編曲               | [ 注 3 ]  |
| 尾崎裕哉                 | 『SEIZE THE DAY』                                               | 作曲・編曲               | [ 注 3 ]  |
| Awesome City Club        | On Your Mark                                                    | 編曲                     | [ 注 4 ]  |
| 岡野宏典                 | レモネード                                                      | 編曲                     |           |
| 岡野宏典                 | フォトグラフ                                                    | 編曲                     |           |
| Official髭男dism         | 宿命                                                            | 編曲                     |           |
| Official髭男dism         | イエスタデイ                                                    | 編曲                     |           |
| KAT-TUN                  | ツキノミチ                                                      | 作曲                     |           |
| Charisma.com             | not not me                                                      | 作曲・編曲               |           |
| 木村カエラ               | SWINGING LONDON                                                 | 作曲・編曲               |           |
| 木村カエラ               | There is love                                                   | 作曲                     |           |
| クリープハイプ           | ボーイズENDガールズ                                             | 編曲                     |           |
| さかいゆう               | ジャスミン                                                      | 作曲・編曲               |           |
| SARINA                   | Our Love                                                        | 作曲・編曲               |           |
| SARINA                   | SILVER STROM                                                    | 作曲・編曲               |           |
| SunSet Swish             | 砂のオブジェ                                                    | 編曲                     |           |
| Sugar                    | ひまわり                                                        | 編曲                     |           |
| JUJU                     | ありがとう                                                      | 編曲                     |           |
| JUJU                     | 東京                                                            | 編曲                     |           |
| 推定少女                 | 振動                                                            | 作曲・編曲               |           |
| SKY-HI                   | カミツレベルベット                                              | 編曲                     |           |
| SUPER EIGHT（関ジャニ∞） | Eden                                                            | 編曲                     |           |
| SUPER EIGHT（関ジャニ∞） | DO NA I                                                         | 作曲・編曲               |           |
| SUPER EIGHT（関ジャニ∞） | ノスタルジア                                                    | 作曲・編曲               |           |
| SUPER EIGHT（関ジャニ∞） | Overture -SUPER∞THEME-                                          | 作曲・編曲               | [ 注 5 ]  |
| SUPER EIGHT（関ジャニ∞） | カカッテコーゼ                                                  | 作曲・編曲               | [ 注 5 ]  |
| SUPER EIGHT（関ジャニ∞） | Interlude -several nights-                                      | 作曲・編曲               |           |
| Superfly                 | Beautiful                                                       | 作曲                     |           |
| Superfly                 | White Light                                                     | 作曲                     |           |
| Superfly                 | You You                                                         | 作曲                     |           |
| Superfly                 | いつか私は歌をうたう                                            | 作曲                     |           |
| Superfly                 | 愛をこめて花束を                                                | 編曲                     |           |
| Superfly                 | Hi-Five                                                         | 編曲                     |           |
| Superfly                 | Ain't No Crybaby                                                | 編曲                     |           |
| Superfly                 | Oh My Precious Time                                             | 編曲                     |           |
| Superfly                 | 嘘とロマンス                                                    | 編曲                     |           |
| Superfly                 | バンクーバー                                                    | 編曲                     |           |
| Superfly                 | I Remember                                                      | 編曲                     |           |
| Superfly                 | How Do I Survive?                                               | 編曲                     |           |
| Superfly                 | My Best Of My Life                                              | 編曲                     |           |
| Superfly                 | 恋する瞳は美しい                                                | 編曲                     |           |
| Superfly                 | やさしい気持ちで                                                | 編曲                     |           |
| Superfly                 | 誕生                                                            | 編曲                     |           |
| Superfly                 | See You                                                         | 編曲                     |           |
| Superfly                 | 春のまぼろし                                                    | 編曲                     |           |
| Superfly                 | Hanky Panky                                                     | 編曲                     |           |
| Superfly                 | 愛に抱かれて                                                    | 編曲                     |           |
| Superfly                 | タマシイレボリューション                                        | 編曲                     |           |
| SEKAI NO OWARI           | 周波数                                                          | 編曲                     | [ 注 6 ]  |
| So' Fly                  | D.U.M.M.E.E.Z FEAT. 蔦谷好位置                                  | 作詞・作曲・編曲         | [ 注 7 ]  |
| So' Fly                  | Sunshine Love                                                   | 作曲・編曲               | [ 注 8 ]  |
| 高橋瞳                   | Get The Future                                                  | 作詞・作曲・編曲         |           |
| 竹原和生（竹原ピストル） | キヤノン EOS M2 TVCM【Eternal Moment -永遠の一瞬-】オリジナル曲 | 作曲・編曲・プロデュース |           |
| チームしゃちほこ         | んだって!!                                                      | 作曲・編曲               |           |
| CHARA                    | そして、僕が届かない                                            | 作曲・編曲               |           |
| CHARA                    | TROPHY                                                          | 編曲                     |           |
| CHARA                    | 片想い                                                          | 編曲                     |           |
| でんぱ組.inc             | VANDALISM                                                       | 作詞・作曲・編曲         |           |
| でんぱ組.inc             | Phantom of the truth                                            | 作曲                     |           |
| 手嶌葵                   | 明日への手紙                                                    | 編曲                     |           |
| TOKIO                    | 手紙                                                            | 作曲                     |           |
| TOKIO                    | 駅・ターミナル                                                  | 編曲                     |           |
| DOBERMAN INFINITY        | アンセム                                                        | 作曲・編曲               | [ 注 9 ]  |
| AAA                      | MUSIC!!!                                                        | 作詞・作曲               |           |
| ハリセンボン             | ともだちのうた                                                  | 作曲                     |           |
| Bank Band                | MESSAGE -メッセージ-                                            | 作曲                     | [ 注 10 ] |
| back number              | 高嶺の花子さん                                                  | 編曲                     |           |
| back number              | 繋いだ手から                                                    | 編曲                     |           |
| back number              | SISTER                                                          | 編曲                     |           |
| back number              | 僕の名前を                                                      | 編曲                     |           |
| back number              | 大不正解                                                        | 編曲                     |           |
| back number              | エメラルド                                                      | 編曲                     |           |
| FUNKY MONKEY BABYS       | 旅立ち                                                          | 作曲                     |           |
| 平井堅                   | 白い恋人達                                                      | 編曲                     |           |
| HIROBA（水野良樹）       | ふたたび（with 大塚愛）                                         | 編曲                     | [ 注 11 ] |
| FLOW                     | Around the world                                                | 編曲                     | [ 注 12 ] |
| FLOW                     | COLORS                                                          | 編曲                     | [ 注 12 ] |
| FLOW                     | Answer                                                          | 編曲                     | [ 注 12 ] |
| FLOW                     | DICE                                                            | 編曲                     | [ 注 12 ] |
| PERIDOTS                 | 9月のソーダ                                                     | 作曲・編曲               |           |
| MANNISH BOYS             | グッグッギャラッグッグ                                          | 作詞・作曲・編曲         |           |
| misono                   | スピードライブ                                                  | 作曲                     |           |
| 三森すずこ               | ヒカリノメロディ                                                | 作曲・編曲               |           |
| 三森すずこ               | エガオノキミヘ                                                  | 作曲                     |           |
| milet                    | Ordinary days                                                   | 作曲・編曲               | [ 注 13 ] |
| milet                    | Flare                                                           | 作曲・編曲               | [ 注 14 ] |
| MEG                      | ROCKSTAR                                                        | 作曲                     |           |
| MEG                      | saigo no kotoba                                                 | 作曲                     |           |
| MEG                      | OK                                                              | 作曲                     |           |
| 森田剛                   | candy                                                           | 編曲                     | [ 注 15 ] |
| 山本彩                   | 愛のバトン                                                      | 作曲                     |           |
| YUKI                     | ハローグッバイ                                                  | 作詞・作曲               | [ 注 16 ] |
| YUKI                     | JOY                                                             | 作詞・作曲               | [ 注 16 ] |
| YUKI                     | 長い夢                                                          | 作曲・編曲               |           |
| YUKI                     | ドラマチック                                                    | 作曲・編曲               |           |
| YUKI                     | 歓びの種                                                        | 作曲                     |           |
| YUKI                     | メランコリニスタ                                                | 作曲                     |           |
| YUKI                     | ふがいないや                                                    | 作曲                     |           |
| YUKI                     | ビスケット                                                      | 作曲                     |           |
| YUKI                     | メッセージ                                                      | 作曲                     |           |
| ゆず                     | Yesterday and Tomorrow                                          | 作曲・編曲               |           |
| ゆず                     | カナリア                                                        | 作曲・編曲               |           |
| ゆず                     | 愛こそ                                                          | 作曲・編曲               |           |
| ゆず                     | うたエール                                                      | 作曲・編曲               | [ 注 17 ] |
| ゆず                     | Overture ～FURUSATO～                                           | 作曲・編曲               |           |
| ゆず                     | Interlude ～フルーツ☆パラダイス～                               | 作曲・編曲               |           |
| ゆず                     | SEIMEI                                                          | 作曲・編曲               |           |
| ゆず                     | 君を想う                                                        | 作曲・編曲               | [ 注 18 ] |
| ゆず                     | RAKUEN                                                          | 作曲・編曲               | [ 注 19 ] |
| ゆず                     | Endroll～SEES～                                                 | 作曲                     |           |
| ゆず                     | WONDERFUL WORLD                                                 | 編曲                     |           |
| ゆず                     | 凸凹                                                            | 編曲                     |           |
| ゆず                     | シシカバブー                                                    | 編曲                     |           |
| ゆず                     | 逢いたい                                                        | 編曲                     |           |
| ゆず                     | いちご                                                          | 編曲                     |           |
| ゆず                     | 虹                                                              | 編曲                     |           |
| ゆず                     | はるか                                                          | 編曲                     |           |
| ゆず                     | Interlude ～はるかな旅路～                                      | 編曲                     |           |
| ゆず                     | 桜会                                                            | 編曲                     |           |
| ゆず                     | マイライフ                                                      | 編曲                     |           |
| ゆず                     | 慈愛への旅路                                                    | 編曲                     |           |
| ゆず                     | 風吹く町                                                        | 編曲                     |           |
| ゆず                     | from                                                            | 編曲                     |           |
| ゆず                     | Hey和                                                           | 編曲                     |           |
| ゆず                     | ポケット                                                        | 編曲                     |           |
| ゆず                     | ヒカレ                                                          | 編曲                     |           |
| 米津玄師                 | アイネクライネ                                                  | 編曲                     |           |
| 米津玄師                 | Flowerwall                                                      | 編曲                     |           |
| 米津玄師                 | アンビリーバーズ                                                | 編曲                     |           |
| 米津玄師                 | LOSER                                                           | 編曲                     |           |
| 米津玄師                 | orion                                                           | 編曲                     |           |
| 横山だいすけ             | さよならだよ、ミスター                                          | 編曲                     |           |
| Lead                     | ONE                                                             | 作詞・作曲               |           |
| GENERATIONS              | 気づいたことは                                                  | 作詞・作曲・編曲         |           |

### 劇伴音楽
- アニメ映画「昆虫物語 みつばちハッチ〜勇気のメロディ〜」（2010年） - 音楽監督
- 映画「大木家のたのしい旅行 新婚地獄篇」（2011年） - 音楽監督
- アニメ映画「SING/シング」（2017年） - 音楽プロデューサー（日本語吹替版の歌唱部分を監修）
- 映画「ピーチガール」（2017年） - 劇伴音楽[14]

### テレビ番組
- 「ジュニアの鼓膜」（2014年4月 - 2015年3月、スペースシャワーTV） - テーマ曲、ジングル
- 「ジンギス談!」（北海道放送） - オープニングテーマ「JIN JIN ジンギスDAN!!」（2023年1月 - ）作詞・作曲・編曲

### CM音楽
- キヤノン EOS M2『Eternal Moment篇』
- 札幌千秋庵製菓『山親爺』（リメイク版の編曲）

### キャンペーンソング
- 「Oh! RADIO」 - ラジオ局FM802開局20周年記念春のキャンペーンソング。
  - 忌野清志郎が作詞・作曲[注 20]、アレンジを蔦谷、プロデュースはagehasprings[15]。

### その他楽曲
- 札幌市立発寒小学校 100周年記念楽曲「雨のち晴れる」[16]

### ファッションブランド
- FRAPBOIS（フラボア）のコレクション音楽
- ikurahのショップBGM

## サポート
- ウカスカジー
- エレファントカシマシ
- 尾崎裕哉
- 推定少女
- Superfly
- 仲井戸 "CHABO" 麗市
- 平井堅
- PERIDOTS
- MO'SOME TONEBENDER

## 所属グループ
- CANNABIS
  - 1998年結成、2000年メジャー・デビュー、2003年解散。
- DUMMEEZ
  - GIORGIO 13 CANCEMIとのプロデュースユニット。
- NATSUMEN
  - 第2期メンバーチェンジの2004年に加入し、2008年の活動再開後もバンドの重要なポジションを担う。2010年、仕事が多忙となり活動に参加できないことが多くなったことを理由に脱退[17]。
- Superfly & The Lemon Bats
  - 2010年、雑誌「SWITCH」の創刊25周年を記念したスペシャルライブ「Superfly & The Lemon Bats SPECIAL LIVE "Rock'N' Roll Muncher"」のライブのメインアクトを務めたスペシャルバンド。メンバーはSuperfly（Vo）、百々和宏（G）、八橋義幸（G）、蔦谷好位置（Key）、日向秀和（B）、中村達也（Dr）[18]。
- EOR（Entity of Rudeから改名）
  - 2007年結成。メンバーは中村達也（Dr）、タブゾンビ（Tp）、日向秀和（B）、蔦谷好位置（Key）。
- the day
  - 2012年結成。メンバーは仲井戸"CHABO"麗市（G）、中村達也（Dr）、KenKen（B）、蔦谷好位置（Key）。

## KERENMI
変名プロジェクト。2018年から2020年まではトイズファクトリー所属。2022年からはA.S.A.B所属。
配信シングル
| 発売日         | タイトル                                                                          |
| -------------- | --------------------------------------------------------------------------------- |
| 2018年4月25日  | 尾崎裕哉「ハリアッ!! feat.SKY-HI & KERENMI (Smooth Drive Ver.)」                  |
| 2018年11月23日 | KERENMI「ROOFTOPS feat. 藤原聡(Official髭男dism)                                  |
| 2019年2月15日  | KERENMI「Play the Game (feat.SALU & Michael Kaneko)」                             |
| 2020年2月21日  | KERENMI「KOTOSARA night and day feat. Chara, 高岩遼 (SANABAGUN.）& GOODMOODGOKU」 |
| 2021年7月14日  | City Your City&Frasco&KERENMI「Micro Summer KERENMI remix」                       |
| 2021年10月27日 | マハラージャン「セーラ☆ムン太郎 (KERENMI Remix)」                                 |
| 2021年11月24日 | GOMESS&Yackle「Lost Planet (feat. KERENMI)」                                      |
| 2022年7月27日  | KERENMI「ふぞろい feat. Tani Yuuki & ひとみ(あたらよ)」                           |
| 2022年12月28日 | KERENMI「TOKYO 君が everything feat. キタニタツヤ & クボタカイ」                  |
| 2023年2月3日   | KERENMI「boy feat. asmi & imase」                                                 |
| 2023年7月1日   | KERENMI&あたらよ「ただ好きと言えたら」                                            |
| 2023年8月23日  | KERENMI「アダルト feat. アヴちゃん from 女王蜂 & RYUHEI from BE:FIRST」           |
| 2023年11月15日 | KERENMI「ケタタマ feat. Mori Calliope」                                           |

配信アルバム
| 発売日         | タイトル    | 収録曲 |
| -------------- | ----------- | --- |
| 2020年3月4日   | 1           | 1. The Day 2. Play the Game feat.SALU & Michael Kaneko 3. ROOFTOPS feat.藤原聡 AbemaTV「月とオオカミちゃんには騙されない」挿入歌 4. KOTOSARA night and day feat. Chara, 高岩遼 & GOODMOODGOKU 5. からまる feat. 大比良瑞希 テレビ東京木ドラ25「電影少女 -VIDEO GIRL MAI 2019-」主題歌 6. Over Night feat. 玉名ラーメン 7. ひとつになりたい feat. 奇妙礼太郎 8. 103 feat. motoki ohmori 9. Beautiful Eyes feat. Michael Kaneko & hasama 10. ROOFTOPS -Piano Ver.-feat. 藤原聡 (Official髭男dism) |
| 2024年11月20日 | interchange | |

ミュージック・ビデオ
楽曲提供（KERENMI名義）
- RUANN
  - 「There's No Ending」（共作曲）
  - 「READY TO GO」（共作曲）
- こはならむ
  - 「数センチメンタル」（共作詞・作曲）

## 出演

### テレビ番組
- 音楽ヒミツ情報機関 MI6（2012年6月 - 2014年3月、スペースシャワーTV）
- 関ジャム 完全燃SHOW（2016年6月5日 - 、テレビ朝日） - 不定期出演[注 21]

### ラジオ番組
- THE HANGOUT（2014年10月1日 - 2016年9月30日、J-WAVE） - 木曜ナビゲーター
- 川島明 そもそもの話（2024年5月18日、TOKYO FM）[19]